# 그레이스 켈리
그레이스 퍼트리샤 켈리(영어: Grace Patricia Kelly, 1929년 11월 12일 ~ 1982년 9월 14일)는 미국의 배우이며 모나코의 공 레니에 3세의 공비(영어: Her Serene Highness the Princess of Monaco, 프랑스어: Son Altesse Sérénissime la princesse consort de Monaco)이다.
1949년, 20세의 나이로 연기를 처음 시작한 후 그녀는 뉴욕에서 연극과 드라마에 출연하였다. 1951년, 《14시간》을 통해 영화계에 데뷔했으며, 1954년, 아카데미 여우주연상을 받은 《회상 속의 연인》을 비롯해 5개의 영화에 주연으로 출연하였으며, 아카데미 여우주연상을 탔다. 26살에 연예계 은퇴를 하고 모나코로 가게 된 그녀는 모나코 공녀 카롤린과 알베르 2세, 그리고 모나코 공녀 스테파니를 낳았다. 또한 그녀는 미국 시민권과 모나코 시민권을 둘 다 유지했다.
1982년 9월 13일, 차녀 스테파니를 데리고 자동차를 타고 프랑스로 가다가 교통사고를 당했고, 다음날 사망했다. 동승하고 있던 스테파니는 살아남았다.
1999년 6월 미국 영화 연구소가 선정한 미국 영화의 전설적인 50명의 배우 중 한 명으로 선정되었다.

## 생애
1929년 11월 12일 미국 펜실베이니아주 필라델피아의 명문가에서 출생하였다.
배우로서 인기를 누리던 1955년 5월 6일 잡지에 실릴 사진을 찍는다는 이유로 모나코로 향하게 된다. 그곳에서 레니에 3세를 만나게 되어 그레이스 켈리는 청혼 선물로 12캐럿짜리 다이아몬드 반지를 건네 받고, 배우 출신답게 극적인 연출을 하게 된다. 바로 그녀의 작품 《상류사회》에 이 반지를 끼고 출연했던 것으로 1956년 4월 18일 레니에 3세와 결혼한다.
결혼과 함께 은퇴한 그레이스 켈리는 레니에 3세와의 사이에서 1남 2녀를 낳아 프랑스와 합병되는 위기를 무사히 넘기게 된다. 아울러 모나코의 관광객을 결혼 이전의 몇 배로 끌어올리면서 소기의 목적을 달성하기에 이른다.
그녀는 공비가 된 이후에도 세간에 주목을 받아오다 1982년 9월 13일, 시골 별장이 있던 프랑스 몽 아젤에서 모나코로 돌아가기 위해 운전하던 중 뇌출혈로 정신을 잃었고, 차가 산비탈로 굴러 떨어지는 교통사고가 났다. 운전석에 타고 있던 스테파니는 가벼운 부상만 입고 살아남았지만, 조수석에 타고 있던 켈리는 치명상을 입고 의식을 회복하지 못한 채 다음날인 9월 14일, 향년 52세로 세상을 떠났다.

## 기타
그레이스 켈리의 아버지는 각종 조정 대회에서 무려 126연승의 신화를 썼으며 1920년 하계 올림픽 조정 2관왕을 차지했던 미국의 조정 영웅 잭 켈리 시니어이며 그녀의 오빠는 과거 벽돌공이라는 이유로 헨리 로열 레가타 측으로부터 출전을 거절당한 아버지를 대신해 1947년 같은 대회에서 우승을 차지한 잭 켈리 주니어다.

## 출연 작품

### 영화
| 연도 | 작품               | 원제                   |
| ---- | ------------------ | ---------------------- |
| 1951 | 14시간             | Fourteen Hours         |
| 1952 | 하이 눈            | High Noon              |
| 1953 | 모감보             | Mogambo                |
| 1954 | 다이얼 M을 돌려라  | Dial M for Murder      |
| 1954 | 이창               | Rear Window            |
| 1954 | 회상 속의 연인     | The Country Girl       |
| 1954 | 에메랄드           | Green Fire             |
| 1954 | 원한의 도곡리 다리 | The Bridges at Toko-Ri |
| 1955 | 나는 결백하다      | To Catch a Thief       |
| 1956 | 백조               | The Swan               |
| 1956 | 상류사회           | High Society           |

## 상훈
- 1954년 골든 글로브 여우조연상
- 1954년 제20회 뉴욕 비평가 협회상 여우주연상
- 1955년 골든 글로브 드라마부문 여우주연상
- 1955년 제27회 미국 아카데미 시상식 여우주연상
- 모나코 생샤를 훈장
- 바티칸 예루살렘의 성묘 훈장
- 그리스 왕국 선행 훈장
- 이란 페르시아 제국 250주념 기념 메달

## 작위
| 전임 지슬린 도망제 | 모나코 공비 1956년 4월 14일 ~ 1982년 9월 14일(사망) | 후임 샤를린 위트스톡 |